# Pressy-sous-Dondin
Pressy-sous-Dondin település Franciaországban, Saône-et-Loire megyében. Lakosainak száma 103 fő (2022. január 1.). Pressy-sous-Dondin Saint-André-le-Désert, Chiddes, Saint-Bonnet-de-Joux, Saint-Vincent-des-Prés és Suin községekkel határos.

## Népesség
A település népességének változása:
| Lakosok száma | 96   | 95   | 100  | 99   | 101  | 102  | 102  | 104  | 103  |
|               | 2013 | 2015 | 2016 | 2017 | 2018 | 2019 | 2020 | 2021 | 2022 |